# Aurélio Buta
Aurélio Gabriel Ulineia Buta (Miconge, 10 febbraio 1997) è un calciatore angolano naturalizzato portoghese, difensore dello Stade Reims in prestito dall'Eintracht Francoforte.

## Biografia
Suo fratello Leonardo è anch'egli un calciatore.

## Caratteristiche tecniche
È un terzino destro.

## Carriera

### Club
Nato in Angola ma cresciuto in Portogallo, nel 2009 Buta firma per il Beira-Mar.
Nel 2011 viene acquistato dal Benfica che lo aggrega al proprio settore giovanile. Debutta con la squadra riserve il 6 agosto 2016 in occasione dell'incontro pareggiato 1-1 contro il Cova da Piedade.
Il 31 agosto 2017 viene ceduto in prestito all'Anversa. Al termine della stagione viene acquistato a titolo definitivo dal club belga, con cui firma un contratto triennale.
Il 3 giugno 2022 firma un contratto quadriennale con l'Eintracht Francoforte.

### Nazionale
Ha giocato nelle nazionali giovanili portoghesi Under-16, Under-17, Under-18, Under-19 ed Under-20.

## Statistiche

### Presenze e reti nei club
Statistiche aggiornate all'8 dicembre 2024.
| Stagione                     | Squadra                      | Campionato                   | Campionato | Campionato | Coppe nazionali | Coppe nazionali | Coppe nazionali | Coppe continentali | Coppe continentali | Coppe continentali | Altre coppe | Altre coppe | Altre coppe | Totale | Totale | Totale |
| Stagione                     | Squadra                      | Comp                         | Pres       | Reti       | Comp            | Pres            | Reti            | Comp               | Pres               | Reti               | Comp        | Pres        | Reti        | Pres   | Reti   |        |
| ---------------------------- | ---------------------------- | ---------------------------- | ---------- | ---------- | --------------- | --------------- | --------------- | ------------------ | ------------------ | ------------------ | ----------- | ----------- | ----------- | ------ | ------ | ------ |
| 2016-2017                    | Benfica B                    | SL                           | 29         | 2          | -               | -               | -               | -                  | -                  | -                  | -           | -           | -           | 29     | 2      |        |
| 2017-2018                    | Anversa                      | PL                           | 12+3       | 0          | CB              | 2               | 0               | -                  | -                  | -                  | -           | -           | -           | 17     | 0      |        |
| 2018-2019                    | Anversa                      | PL                           | 20         | 0          | CB              | 1               | 0               | -                  | -                  | -                  | -           | -           | -           | 21     | 0      |        |
| 2019-2020                    | Anversa                      | PL                           | 28         | 2          | CB              | 4               | 0               | UEL                | 3                  | 0                  | -           | -           | -           | 35     | 2      |        |
| 2020-2021                    | Anversa                      | PL                           | 19+6       | 0          | CB              | 1               | 0               | UEL                | 8                  | 0                  | -           | -           | -           | 34     | 0      |        |
| 2021-2022                    | Anversa                      | PL                           | 17         | 0          | CB              | -               | -               | UEL                | 4                  | 0                  | -           | -           | -           | 21     | 0      |        |
| Totale Anversa               | Totale Anversa               | Totale Anversa               | 96+9       | 2          |                 | 8               | 0               |                    | 15                 | 0                  |             | -           | -           | 128    | 2      |        |
| 2022-2023                    | Eintracht Francoforte        | BL                           | 18         | 3          | CG              | 4               | 0               | UCL                | 2                  | 0                  | SU          | -           | -           | 24     | 3      |        |
| 2023-2024                    | Eintracht Francoforte        | BL                           | 30         | 1          | CG              | 3               | 0               | UECL               | 8                  | 0                  | -           | -           | -           | 41     | 1      |        |
| Totale Eintracht Francoforte | Totale Eintracht Francoforte | Totale Eintracht Francoforte | 48         | 4          |                 | 7               | 0               |                    | 10                 | 0                  |             | -           | -           | 65     | 4      |        |
| 2024-2025                    | Stade Reims                  | L1                           | 11         | 0          | CF              | -               | -               | -                  | -                  | -                  | -           | -           | -           | 11     | 0      |        |
| Totale carriera              | Totale carriera              | Totale carriera              | 184+9      | 8          |                 | 15              | 0               |                    | 25                 | 0                  |             | -           | -           | 233    | 8      |        |

## Palmarès

### Club

#### Competizioni nazionali
- Coppa del Belgio: 1

Anversa: 2019-2020